# Transport ferroviaire en Côte d'Ivoire
Le transport ferroviaire en Côte d'Ivoire s'effectue sur un réseau d'une longueur d'environ 660 kilomètres, principalement situés sur la portion ivoirienne de la ligne d'Abidjan à Ouagadougou reliant la Côte d'Ivoire au Burkina Faso.
De 1960 jusqu'en 1980, le chemin de fer en Côte-d'Ivoire a joué sa partition dans le développement économique et social du pays.

## Histoire

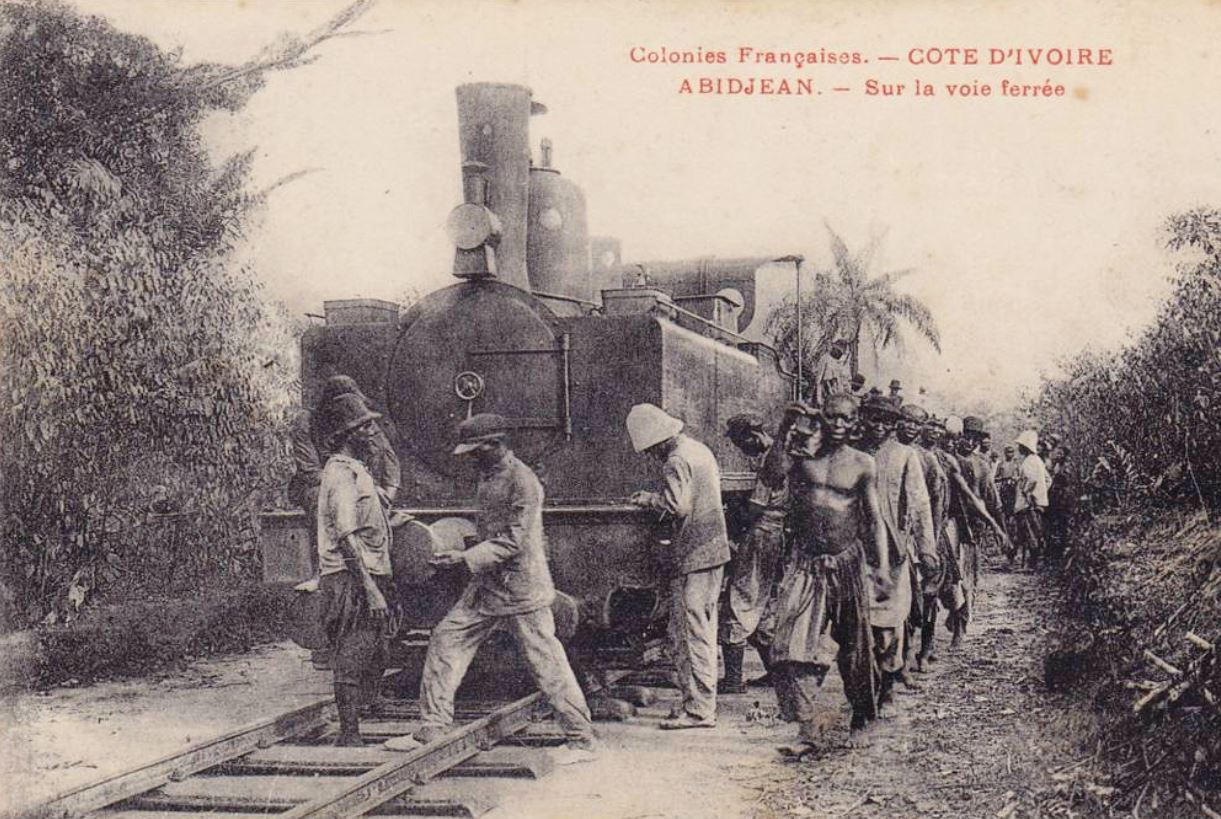
Ouverture de la ligne d'Abidjan à Ouagadougou par les autorités coloniales françaises vers 1910.

Le principe d'une ligne de chemin de fer en Afrique Occidentale française est acquis entre 1890 et 1910 par le Gouvernement général français pour relier la côte à l'intérieur de l'Afrique, mais sa réalisation sera arrêtée par la Première Guerre mondiale.
Débuté à la fin de 1903 à partir d'Abidjan en Côte d'Ivoire par le Génie militaire français, la future « ligne d'Abidjan à Ouagadougou » atteint la frontière de la Haute-Volta (créée en 1920) en 1932 au point kilométrique (PK) 630 de la ligne, concluant ainsi la fin du tracé principal du réseau ferroviaire ivoirien. Le premier terminus de la ligne est ensuite la gare de Bobo-Dioulasso (PK 796) ouverte au trafic voyageur complet en février 1934.
Avec la Seconde Guerre mondiale, les travaux sont très ralentis voire interrompus. Ils reprennent en 1946 et la ligne atteint Ouagadougou le 23 octobre 1954. La nouvelle organisation qui gère le réseau est la Régie fédérale des Chemins de fer de l'AOF dont le siège est alors à Dakar. Avec l'indépendance en août 1960, le réseau passe sous le contrôle de la jeune Côte d'Ivoire et de sa coentreprise d'État avec les autorités burkinabè, la Régie Abidjan-Niger (RAN). À cette période, le trafic passager quotidien constitue l'essentiel de l'activité de la ligne.
L'exploitation de la ligne est confié en 1995 à la société Sitarail (Société internationale de transport africain par le rail) – basée à Abidjan en Côte d'Ivoire – qui est alors une filiale à 67 % des groupes Bolloré (33 %), Maersk (18 %) – multinationales très présentes en Afrique de l'Ouest dans la gestion des infrastructures de transports et du commerce –, et de la bourse d'Abidjan (16 %), les États ivoirien et burkinabè possédant 15 % chacun et les salariés locaux 3 %,. Dès lors le trafic marchandises connait une croissance majeure, au détriment du trafic passagers (qui ne représente plus que 20 % du chiffre d'affaires à la fin des années 2000), aboutissant à la fermeture de certaines gares devenues non rentables pour l'entreprise.
En 2017, Sitarail entreprend de rénover les voies avec pour objectif de pouvoir transporter, en 2023, un million de tonnes de marchandises et 300 000 voyageurs par an. L'année suivante la concession est renouvelée moyennant 400 millions d'euros d'investissements dans le matériel roulant, les gares et les voies.

## Réseau ferroviaire national

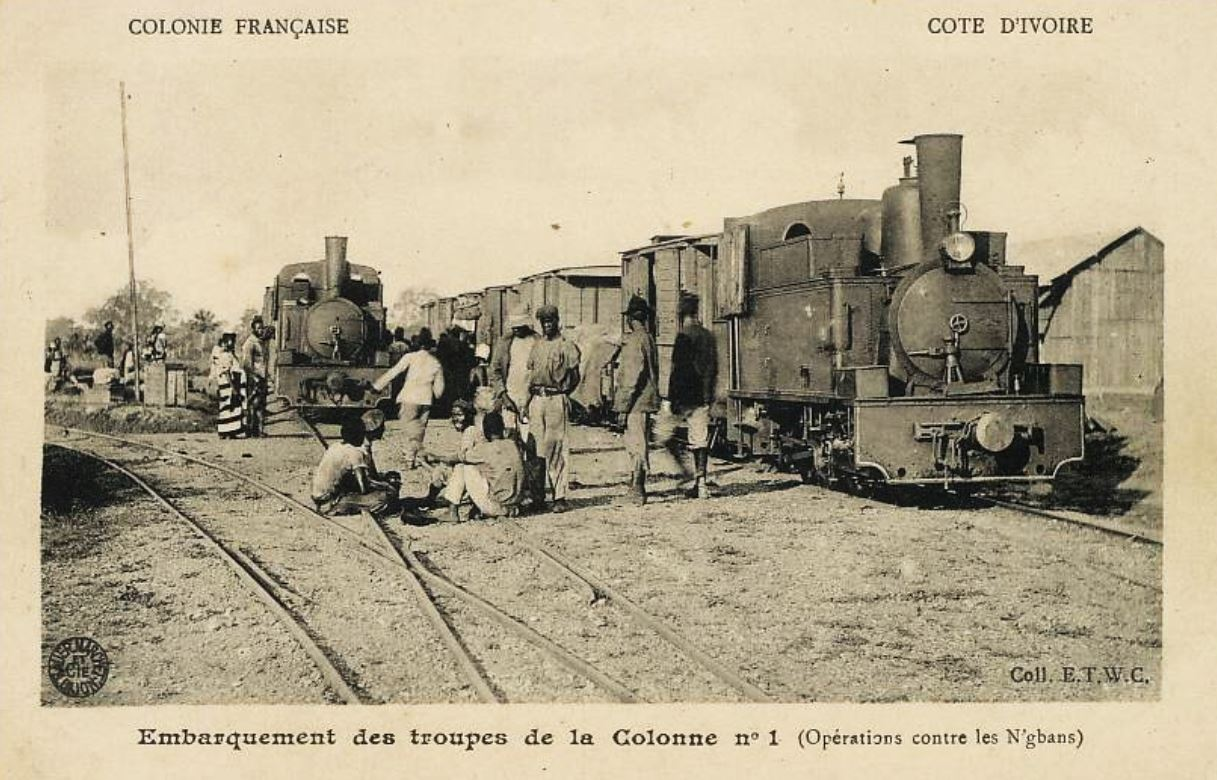
Embarquement de Troupes de la Colonne n° 1 (Operations contre les N'gbans)

### Colonial

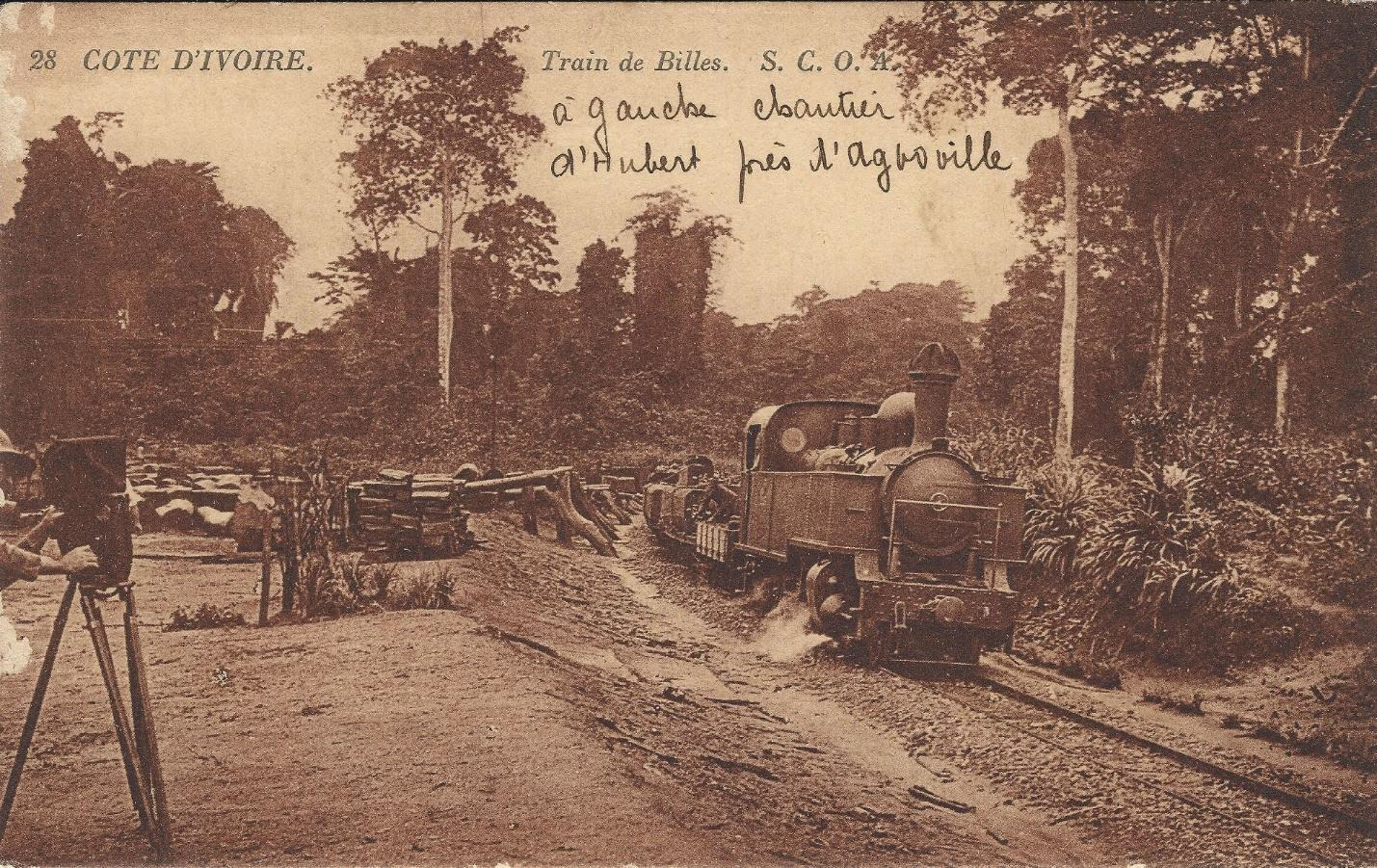
Cote d'Ivoire - Tren de Billes - S.C.O.A

L'histoire du chemin de fer ivoirien commence avec la mission du commandant Houdaille au cours de l'année 1898, qui devait identifier une voie de pénétration vers l'intérieur de la colonie à partir de la côte.
Elément prioritaire dans l’économie de la colonie, le chemin de fer a été jusqu’en 1950 le moteur de développement socio-économique de la plupart des localités traversées par les colons.
Ainsi, dans les premières années du rail, la ville de Dimbokro représentait un point de passage obligé entre la capitale et le nord du pays. En 1912, la ville était la première gare de l’intérieur exportatrice de kola, de graine et huile de palme, et de cuir. Elle occupait la seconde position pour l’expédition de maïs et de coton. À partir de 1915, la gare de cette localité accrut son aire d’influence en drainant les produits du Haut-Sassandra et de Séguéla. Quant à Agboville, le cacao y prit de l’importance dans les années 1920. Cet essor fut favorisé par la proximité du chemin de fer. Abgoville et de Dimbokro, ces deux localités connurent un développement spectaculaire grâce au chemin de fer avant de tomber en déclin à partir des années 1950, du fait de la concurrence de la route et de la crise locale de l’économie de plantation, dont le cœur de la production en Côte d’Ivoire se déplaçait plus à l’ouest.
Ouverte sur sa totalité en 1954, la ligne d'Abidjan à Ouagadougou fait un total de 1 254 km – dont 630 km en Côte d'Ivoire – sur une voie unique (d'un écartement de 1 000 mm dite « voie métrique ») et constitue l'une des plus longues d'Afrique de l'Ouest.

### Post-Colonial

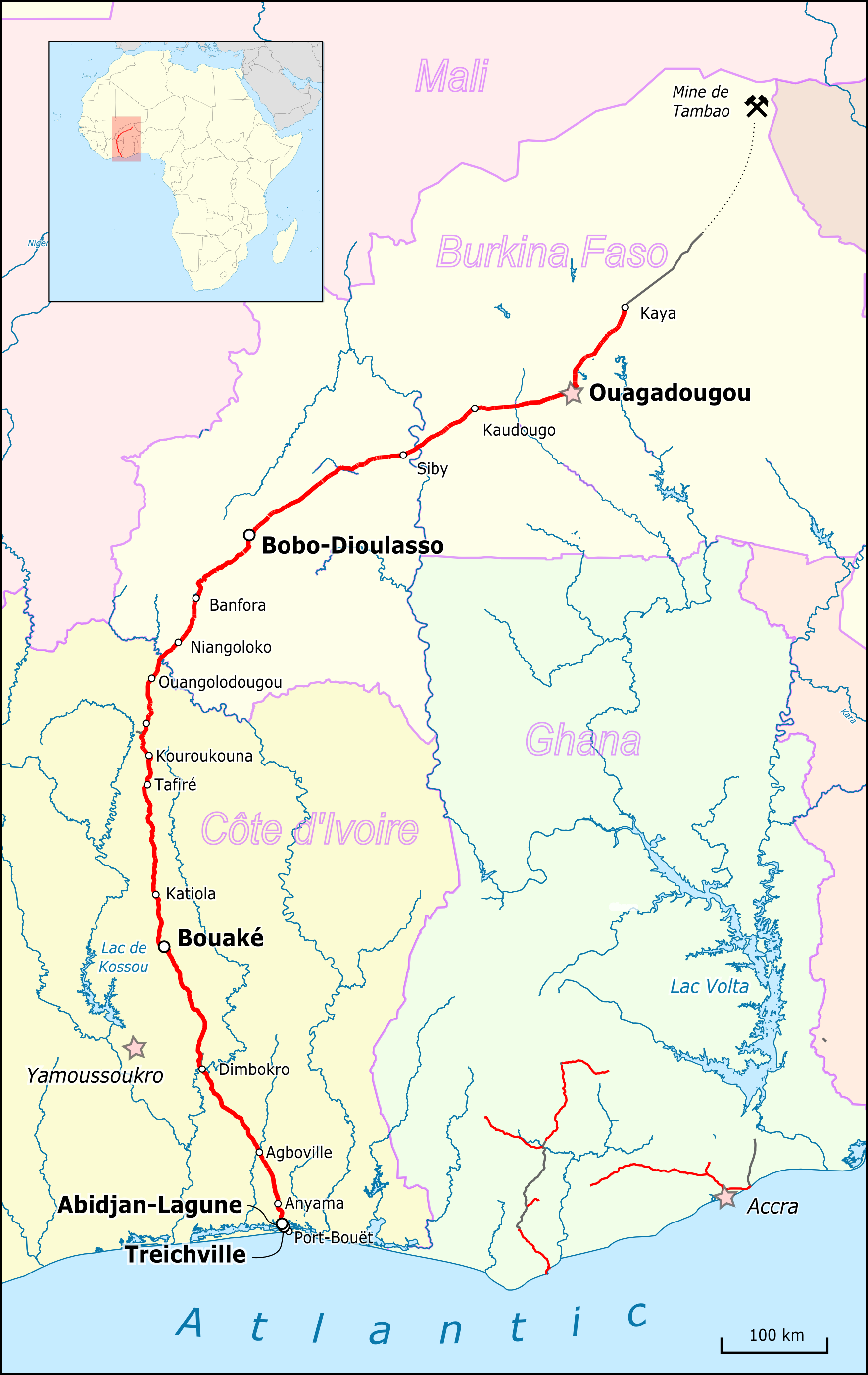
Plan de la ligne exploitée en Côte d'Ivoire et au Burkina Faso par Sitarail.

Après l’indépendance en 1960, le chemin de fer, sous la direction de la Régie Abidjan Niger (RAN) gérée par les autorités ivoiriennes et burkinabés, maintint et renforça sa vocation principale de transporter les matières premières vers le port d’Abidjan.
Il aura fallu près d’un demi-siècle pour construire les 1 260 km qui séparent Abidjan de Ouagadougou (entre 1905 et 1954) : des kilomètres de ligne à voie métrique unique, dont seule une centaine, situés au nord de la capitale burkinabè, ne sont pas exploités. Longtemps, le chemin de fer demeure le principal transporteur de passagers et de marchandises. Jusqu’en 1989, il est géré par une entreprise binationale, la mythique Régie des chemins de fer Abidjan-Niger (RAN).
En 2008, le réseau ivoirien a une longueur totale d'environ 660 km.

## Matériel roulant
Historiquement, en 1963, le réseau comptait « huit locomotives, 21 locotracteurs et seize autorails diéselisés de traction », tandis que le matériel remorqué était composé de 945 wagons  et de 97 voitures de chemin de fer. Tous ces éléments demeurent non négligeables car ils ont permis dans un premier temps à la Côte d'Ivoire et au chemin de fer d'honorer leur engagement vis-à-vis des clients pour le bien de l'économie ivoirienne. 
Le matériel motorisé est encore actuellement essentiellement constitué de locomotives diesel datant des années 1960 et 1970.

## Opérateurs
Sitarail, filiale du groupe Bolloré, est le seul opérateur de la ligne depuis 1995.